# Леново (Болгарія)
Ле́ново (болг. Леново) — село в Пловдивській області Болгарії. Входить до складу общини Асеновград.

## Населення
За даними перепису населення 2011 року у селі проживали 389 осіб.
Національний склад населення села:
| Національність   | Кількість осіб | Відсоток |
| ---------------- | -------------- | -------- |
| болгари          | 341            | 88,1%    |
| цигани           | 41             | 10,6%    |
| Всього відповіли | 387            |          |

Розподіл населення за віком у 2011 році:
Динаміка населення: